# Їлдиз Тільбе
Їлдиз Тільбе (тур. Yıldız Tilbe; нар. 16 липня 1966) —турецька співачка курдсько-зазького походження. Відома своїми мелодійними, баладними творами східного характеру.

## Життєпис
Їлдиз Тільбе народилася в районі Гюлтепе, Конак, Ізмір. Була наймолодшою в родині з шести дітей. В дитинстві родина називала її прізвиськом "Ядигар". Мати родом була з Тунджелі, а батько — з Агри, працював сезонним робітником. Їлдиз Тільбе відвідувала школу Мустафи Рахмі Балабан, співала з раннього віку. У віці 18 років вона вийшла заміж за Ґюнґера Карахана. Від цього шлюбу у неї є дочка на ім’я Сезен Бурчин. Через п’ять років пара розлучилася. Тривалий час співала в різних нічних клубах Ізміру. Під час виступу в нічному клубі в 1991 році вона познайомилася із Сезен Аксу. Згодом переїхала до Стамбула і деякий час працювала у Сезен Аксу бек-вокалісткою. Почала виступати в нічних клубах Стамбула. Згодом вона отримала пропозицію від Джема Езера на сольний виступ. Незабаром, у 1994 році, випустила свій перший альбом Delikanlım, який став відомим в Туреччині. Окрім співочої кар’єри, почала писати власні композиції. У своїх піснях використовує романтичні теми. Тільбе співпрацювала з багатьма популярними виконавцями Туреччини.У 1996 році відділ поліції в боротьбі з наркотиками виявив в її будинку канабіс. Щоб позбутися своєї залежності від канабісу, її на деякий час госпіталізували до грецької лікарні Баликлі. Того ж року вона випустила свій новий альбом - Askperest. Наприкінці 1990-х вона працювала в різних нічних клубах у Стамбулі, Бурсі та Ескішехірі. У 2001 році випуск її нового альбому Gülüm повернув її до зоряного складу співаків Туреччини, після чого вийшов альбом Haberi Olsun у 2002 році. У 2003 році всі пісні з її альбому Yürü Anca Gidersin стали хітами в Туреччині. У 2004 році Тільбе діагностували рак матки, вона пройшла операцію та лікування в медичній школі університету Хацетпе. Тільбе пов’язала свою хворобу з особистими проблемами. Протягом своєї кар’єри вона здобула багато нагород та отримала різні номінації. Одного разу Їлдиз Тільбе отримала пропозицію про шлюб від Азера Бульбула, але не прийняла її.

## Конфлікти
Під час телевізійного виступу, після авіаудару Ізраїлю по Лівану в 2006 році  Тільбе сказала: "Нехай Бог подарує Ізраїлю одну катастрофу за іншою", на що слухачі студії відповіли "Амінь".  У відповідь на ізраїльські авіаудари по Газі в липні 2014 року Тільбе написала на своїй сторінці в Twitter: "Боже, благослови Гітлера. Занадто мало того, що він зробив з євреями. Він мав рацію" та "Євреї будуть знищені мусульманами в ім'я Аллаха, залишилось не так багато часу, щоб це було зроблено". Її твіти отримали підтримку Меліха Ґокчека, мера Анкари, який є членом правлячої Партії справедливості та розвитку.  Пізніше вона написала твіт, що не благословляє діяння Гітлера, і що в неї також є друзі та знайомі євреї.
Їлдиз Тільбе, яка була гостем музичної програми İbo Show, що транслювалася на турецькому каналі ATV у 2009 році, розсердилася і різко відреагувала, коли її пісню перервав турецький співак та ведучий програми Ібрагім Татлисес. Татлисес негативно охарактеризував поведінку Їлдиз Тільбе, і остання покинула програму під час ефіру.
Під час інтерв'ю в 2012 році вона назвала журналістку сукою, за що згодом отримала судовий позов. 

## Дискографія

### Студійні альбоми
| Рік  | Назва (турецька)         | Назва (англійська)        | Продажі   | Джерело     |
| ---- | ------------------------ | ------------------------- | --------- | ----------- |
| 1994 | Delikanlım               | My Boy                    | 600,000+  | [ 27 ]      |
| 1995 | Dillere Destan           | A Legendary Story         |           |             |
| 1996 | Aşkperest                | Love Obsessed             |           |             |
| 1998 | Salla Gitsin Dertlerini  | Let Your Worries Go       |           |             |
| 2001 | Gülüm                    | My Rose                   |           |             |
| 2002 | Haberi Olsun             | Let Him Know              | 2,000,000 | [ 28 ]      |
| 2003 | Yürü Anca Gidersin Go,   | You'll Barely Reach It    | 2,500,000 | [ 29 ]      |
| 2004 | Yıldız'dan Türküler      | Folk Songs From Yıldız    | 650.000+  |             |
| 2005 | Papatya Baharı           | Camomile Spring           | 300,000   |             |
| 2008 | Güzel                    | Beautiful                 | 123,000   |             |
| 2009 | Aşk İnsanı Değiştirir    | Love Changes a Person     | 100,000   |             |
| 2010 | Hastayım Sana            | Crazy for You             | 100,000   |             |
| 2011 | Oynama                   | Do Not Play               |           |             |
| 2013 | Yeniden Eskiler. Arabesk | Again Oldies. Arabesque   | 26,500    | Müzik Onair |
| 2014 | Şivesi Sensin Aşkın      | You're the Accent of Love | 23,000    | Müzik Onair |
| 2016 | Oynat                    | Play                      |           |             |
| 2018 | Bir Seni Tanırım         | I Just Know You           |           |             |
| 2018 | Kış Gülleri              | Winter Roses              |           |             |